# Seven Horses in the Sky
Seven Horses in the Sky is een Engelstalig lied van de Belgische band The Pebbles uit 1968.
Het nummer wordt door velen als de beste Belgische popsong ooit beschouwd en bereikte in 1969 een vijfde plaats in de top 30 waarin het nummer elf weken verbleef.
De B-kant van de single heette To the Rising Sun.

## Meewerkende artiesten
- Producer: Jean-Claude Petit
- Muzikanten:
  - Bob Bobott (gitaar, zang)
  - Fred Bekky (gitaar, zang)
  - Luk Smets (keyboards, zang)
  - Marcel De Cauwer (drums, percussie)
  - Miel Gielen (basgitaar, zang)